# Безпека в бездротових системах самоорганізованих мережах
Безпека бездротових самоорганізуючих мереж — це стан захищеності інформаційного середовища бездротових самоорганізованих мереж.

## Особливості бездротових самоорганізованих мереж
- загальне середовище передачі даних
- всі вузли мережі спочатку рівноправні
- мережа є самоорганізована
- кожен вузол виконує роль маршрутизатора
- топологія мережі може вільно змінюватися
- в мережу можуть вільно входити нові й виходити старі вузли[1].